# Exécuté pour désertion
Pour plus de détails, voir Fiche technique et Distribution.
Exécuté pour désertion (The Execution of Private Slovik) est un téléfilm américain, réalisé par Lamont Johnson et diffusé, en 1974.

## Synopsis
Le 31 janvier 1945, l'armée américaine fusille le GI Eddie Slovik pour désertion. Il fut le seul soldat américain à être condamné à mort durant la Seconde Guerre mondiale.

## Fiche technique
- Titre original : The Execution of Private Slovak
- Titre français : Exécuté pour désertion
- Réalisation : Lamont Johnson
- Scénario : Richard Levinson, William Link et William Bradford Huie
- Musique : Hal Mooney
- Montage : Bill Butler
- Production: Richard Levinson, William Link et Richard Dubelman
- Sociétés de production: Universal Télévision
- Pays de production : Canada
- Langue originale: Anglais
- Format : couleur - 1,33:1 (4/3 à la télévision) - son Stéréo
- Genre: Guerre, Drame
- Durée: 120 minutes
- Date de sortie:
- États-Unis: 13 mars 1974

## Distribution
- Eddie Slovik: Martin Sheen
- Antoinette Slovik: Mariclare Costello
- Père Stafford: Ned Beatty
- Jimmy Feedek: Gary Busey
- Dunn: Matt Clark
- Lieutenant-Colonel Leacock: Ben Hammer
- Major Fellman: Warren J.Kemmerling
- Lieutenant Kramer: Fred Saddof
- Brockmeyer: Charles Haid
- Margaret: Kathryn Grody
- Joe Sirelli: Paul Lambert
- Rossiter: William Traylor
- Holloway: Jon Cedar
- Enhard: Sandy Ward
- Piper: Laurence Haddon
- Crawford: Paul Shenar
- Sergent McCord: George Sperdakos

## Production
L'histoire se base sur la biographie d'Eddie Slovik, le seul GI exécuté par l'armée américaine, en 1945, depuis la Guerre de Sécession: Né en 1920, Eddie Slovik, dont les parents étaient d'origine polonaise, tombe très vite dans la délinquance. Il est arrêté plusieurs fois pour vol. En juillet 1944, il est envoyé en Europe et se retrouve en France, où il est incorporé au sein d'une division d'infanterie. Slovik n'aime guère l'armée et ne trouve pas sa place enviable. Dès lors, il cherche une manière d'échapper à ses devoirs militaires. Au cours d'une bataille, il s'abrite des tirs ennemis et se trouve séparé de son régiment. Il est alors recueilli par la police militaire canadienne, qui lui fait réintégrer son unité. C'est alors qu'il fait passer à ses supérieurs un message dans lequel il prétend avoir essayé de déserter. Il est aussitôt mis aux arrêts. On lui propose, à plusieurs reprises, de ne retenir aucune charge contre lui s'il accepte de reprendre son poste. Mais, devant son refus, il comparaît, devant une cour martiale. Son silence obstiné, la présence de témoins à charge et la faiblesse de la défense conduisent le tribunal à condamner Slovik à la peine de mort pour désertion. La sentence est exécutée le 31 janvier 1945.
En 1949, une source du Pentagone révéla à l'écrivain William Bradford Huie, un cimetière européen contenant les restes de soldats américains non identifiés. L'enquête de Huie a permis d'identifier la tombe de Slovik, ce qu'il narra dans son roman. Le récit de Huie irrita au plus haut point Dwight D. Eisenhower, qui avait autorisé l'exécution du GI, en tant que commandant des forces alliées. Celui-ci tenta d'arrêter la publication du livre.
Frank Sinatra avait originellement acquis les droits en 1959 et souhaitait réaliser un film en 1960, avec un scénario écrit par Albert Maltz, qui figurait sur la liste noire d'Hollywood, après avoir refusé de témoigner devant le comité des activités anti-américaines (HUAC). Cette annonce suscita une immense indignation, Sinatra étant accusé d’être un sympathisant communiste. Alors que Sinatra faisait campagne pour John F. Kennedy à la présidence des États-Unis, Joe Kennedy s'inquiéta des répercussions sur la campagne électorale et lui demanda d'annuler le projet.
Le tournage s'est déroulé à Montréal, au Québec.